# Natallja Swerawa
| Rang                | Tennisspielerin         | Wochen |
| ------------------- | ----------------------- | ------ |
| 1.                  | Martina Navratilova     | 237    |
| 2.                  | Liezel Huber            | 199    |
| 3.                  | Cara Black              | 163    |
| 4.                  | Kateřina Siniaková      | 152    |
| 5.                  | Lisa Raymond            | 137    |
| 6.                  | Natallja Swerawa        | 124    |
| 7.                  | Arantxa Sánchez Vicario | 111    |
| 8.                  | Roberta Vinci           | 110    |
| Stand: 19. Mai 2025 |                         |        |

Natallja Swerawa (belarussisch Наталля Маратаўна Зверава, oft auch unter dem russischen Namen Наталья Маратовна Зверева oder Наташа Маратовна Зверева/Natascha Maratowna Swerewa; * 16. April 1971 in Minsk) ist eine ehemalige belarussische Tennisspielerin.

## Karriere
In ihrer Profikarriere gewann sie vier Einzel- und 80 Doppeltitel, darunter 18 bei Grand-Slam-Turnieren. Damit zählt sie zu den erfolgreichsten Doppelspielerinnen überhaupt. Hinzu kommen zwei Mixed-Titel, die sie beide bei den Australian Open gewann.
Sie gewann fünfmal in Wimbledon, viermal bei den US Open, sechs Mal bei den French Open und dreimal bei den Australian Open. Ihre Erfolge gelangen ihr mit verschiedenen Partnerinnen (Gigi Fernández, Martina Hingis, Pam Shriver und Larisa Neiland, die bis Dezember 1989 Sawtschenko hieß).
Im Einzel erreichte sie 1988 im Alter von 17 Jahren das Finale der French Open, das sie gegen Steffi Graf mit 0:6 und 0:6 verlor. Es war die schnellste Niederlage aller Zeiten in einem Endspiel eines Grand-Slam-Turniers (siehe Tennisrekorde).
Swerawa nahm mehrfach an Olympischen Spielen teil. 1988 ging sie in Seoul für die Sowjetunion an den Start und erreichte im Einzel das Viertelfinale, auch im Doppel gelang ihr dies zusammen mit Larisa Sawtschenko (spätere Neiland). 1992 erreichte sie für, die GUS startend, im Einzel das Achtelfinale, im Doppel gewann sie mit Leila Mes’chi die Bronzemedaille. 1996 trat sie für Belarus an und schied jeweils im Achtelfinale aus.
Ihr letztes Profimatch im Einzel spielte sie 2002 in Wimbledon, wo sie in Runde zwei ausschied. Die letzte offizielle Partie im Damendoppel bestritt sie im Oktober desselben Jahres.
Am 1. März 2010 wurde Swerawa für die Aufnahme in die Tennis Hall of Fame nominiert.

## Grand-Slam-Titel (20)

### Doppel (18)
| Jahr | Turnier             | Partnerin           | Finalgegnerinnen                          | Ergebnis       |
| ---- | ------------------- | ------------------- | ----------------------------------------- | -------------- |
| 1989 | French Open (1)     | Laryssa Sawtschenko | Steffi Graf Gabriela Sabatini             | 6:4, 6:4       |
| 1991 | Wimbledon (1)       | Laryssa Sawtschenko | Gigi Fernández Jana Novotná               | 6:4, 3:6, 6:4  |
| 1991 | US Open (1)         | Pam Shriver         | Jana Novotná Laryssa Sawtschenko          | 6:4, 4:6, 7:65 |
| 1992 | French Open (2)     | Gigi Fernández      | Conchita Martínez Arantxa Sánchez Vicario | 6:3, 6:2       |
| 1992 | Wimbledon (2)       | Gigi Fernández      | Jana Novotná Larisa Neiland               | 6:4, 6:1       |
| 1992 | US Open (2)         | Gigi Fernández      | Jana Novotná Larisa Neiland               | 7:64, 6:1      |
| 1993 | Australian Open (1) | Gigi Fernández      | Pam Shriver Elizabeth Smylie              | 6:4, 6:3       |
| 1993 | French Open (3)     | Gigi Fernández      | Jana Novotná Larisa Neiland               | 6:3, 7:5       |
| 1993 | Wimbledon (3)       | Gigi Fernández      | Jana Novotná Larisa Neiland               | 6:4, 6:79, 6:4 |
| 1994 | Australian Open (2) | Gigi Fernández      | Patty Fendick Meredith McGrath            | 6:3, 4:6, 6:4  |
| 1994 | French Open (4)     | Gigi Fernández      | Lindsay Davenport Lisa Raymond            | 6:2, 6:2       |
| 1994 | Wimbledon (4)       | Gigi Fernández      | Jana Novotná Arantxa Sánchez Vicario      | 6:4, 6:1       |
| 1995 | French Open (5)     | Gigi Fernández      | Jana Novotná Arantxa Sánchez Vicario      | 6:76, 6:4, 7:5 |
| 1995 | US Open (3)         | Gigi Fernández      | Brenda Schultz-McCarthy Rennae Stubbs     | 7:5, 6:3       |
| 1996 | US Open (4)         | Gigi Fernández      | Jana Novotná Arantxa Sánchez Vicario      | 1:6, 6:1, 6:4  |
| 1997 | Australian Open (3) | Martina Hingis      | Lindsay Davenport Lisa Raymond            | 6:2, 6:2       |
| 1997 | French Open (6)     | Gigi Fernández      | Mary Joe Fernández Lisa Raymond           | 6:2, 6:3       |
| 1997 | Wimbledon (5)       | Gigi Fernández      | Nicole Arendt Manon Bollegraf             | 7:64, 6:4      |

### Mixed (2)
| Jahr | Turnier             | Partner    | Finalgegner              | Ergebnis        |
| ---- | ------------------- | ---------- | ------------------------ | --------------- |
| 1990 | Australian Open (1) | Jim Pugh   | Zina Garrison Rick Leach | 4:6, 6:2, 6:3   |
| 1995 | Australian Open (2) | Rick Leach | Gigi Fernández Cyril Suk | 7:64, 6:73, 6:4 |

## Turnierbilanz

### Doppel
Die Tabelle listet die Ergebnisse der Grand-Slam-Turniere, der Tour Championships, der Olympischen Spiele, des Fed Cups bzw Billie Jean King Cups und der Turniere folgender Kategorien auf: 1990–2008: Tier I, 2009–2020: Premier Mandatory und Premier 5, ab 2021: WTA 1000.
| Turnier            | 1987 | 1988 | 1989 | 1990 | 1991 | 1992 | 1993 | 1994 | 1995 | 1996 | 1997 | 1998 | 1999 | 2000 | 2001 | 2002 | Karriere |
| ------------------ | ---- | ---- | ---- | ---- | ---- | ---- | ---- | ---- | ---- | ---- | ---- | ---- | ---- | ---- | ---- | ---- | -------- |
| Australian Open    | —    | —    | —    | VF   | VF   | HF   | S    | S    | F    | VF   | S    | F    | F    | 2    | —    | —    | 3 × S    |
| French Open        | —    | AF   | S    | F    | F    | S    | S    | S    | S    | F    | S    | F    | VF   | AF   | —    | 1    | 6 × S    |
| Wimbledon          | 1    | F    | F    | HF   | S    | S    | S    | S    | F    | HF   | S    | F    | HF   | HF   | —    | 2    | 5 × S    |
| US Open            | 1    | 2    | VF   | HF   | S    | S    | HF   | HF   | S    | S    | F    | F    | AF   | —    | —    | AF   | 4 × S    |
| Tour Championships | —    | —    | —    | VF   | VF   | HF   | S    | S    | F    | HF   | VF   | S    | —    | —    | —    | —    | 3 × S    |
| Chicago            |      |      |      | HF   |      |      |      |      |      |      |      |      |      |      |      |      | 1 × HF   |
| Boca Raton         |      |      |      |      | S    | S    |      |      |      |      |      |      |      |      |      |      | 2 × S    |
| Indian Wells       |      |      |      |      |      |      |      |      |      |      | S    | S    | VF   | F    | —    | 1    | 2 × S    |
| Miami              |      |      |      | —    | AF   | VF   | VF   | S    | F    | —    | S    | F    | AF   | 2    | —    | 1    | 2 × S    |
| Hilton Head Island |      |      |      | F    | S    | S    | S    | F    | F    | —    | —    | VF   | HF   | —    |      |      | 3 × S    |
| Charleston         |      |      |      |      |      |      |      |      |      |      |      |      |      |      | —    | —    | —        |
| Rom                |      |      |      | —    | —    | HF   | VF   | S    | S    | —    | —    | —    | HF   | HF   | —    | VF   | 2 × S    |
| Berlin             |      |      |      | VF   | S    | F    | S    | S    | VF   | 1    | F    | S    | 1    | AF   | —    | AF   | 4 × S    |
| Kanada             |      |      |      | AF   | S    | F    | AF   | —    | —    | —    | —    | —    | —    | —    | —    | VF   | 1 × S    |
| Tokio              |      |      |      |      |      |      | HF   | —    | S    | S    | S    | F    | S    | VF   | —    | —    | 4 × S    |
| München            |      |      |      |      |      |      |      |      |      |      |      | —    | —    |      |      |      | —        |
| Zürich             |      |      |      |      |      |      | F    | 1    | 1    | F    | VF   | 1    | F    | —    | —    | VF   | 3 × F    |
| Philadelphia       |      |      |      |      |      |      | HF   | S    | VF   |      |      |      |      |      |      |      | 1 × S    |
| Moskau             |      |      |      |      |      |      |      |      |      |      | S    | S    | HF   | —    | —    | 1    | 2 × S    |
| Olympische Spiele  |      | VF   |      |      |      | B    |      |      |      | AF   |      |      |      | HF   |      |      | 1 × B    |
| Fed Cup            |      |      |      | F    |      |      |      |      |      |      |      | PO   | 1    |      |      |      | 1 × F    |

Zeichenerklärung: S = Turniersieg; F, HF, VF, AF = Einzug ins Finale, Halb-, Viertel-, Achtelfinale; 1, 2, 3 = Ausscheiden in der 1., 2., 3. Haupt- / Finalrunde; Q1, Q2, Q3 = Ausscheiden in der 1., 2. 3. Qualifikationsrunde; KF (kleines Finale) = unterlegen im Spiel um Platz drei; RR = Round Robin (Gruppenphase); nicht ausgetragen oder andere Kategorie; PO (Playoff), P2 = Auf-/Abstiegsrunde zur Weltgruppe I/II im Fed Cup; W2, K1, K2, K3 = Teilnahme in der Weltgruppe II, Kontinentalgruppe I, II, III im Fed Cup.